# Marie Dorin Habert
Marie Dorin Habert, född Dorin den 19 juni 1986 i Lyon, är en fransk skidskytt som tävlat i världscupen sedan 2008. Hon är tulltjänsteman och tjänstgör på heltid som skidskytt. 
Dorin blev 2005 bronsmedaljör i distanstävlingen vid VM för juniorer. Som senior deltog hon vid VM 2009 där hon som bäst hamnade på plats 18 i jaktstarten. Hon ingick tillsammans med Marie-Laure Brunet, Sylvie Becaert och Sandrine Bailly i det franska stafettlaget som blev bronsmedaljörer efter Ryssland och Tyskland.
I juni 2011 gifte hon sig med skidskytten Loïs Habert.
Under VM i Kontiolax 2015 vann Dorin sprinten, det var hennes första världscupseger. Dagen efter vann hon även jaktstarten.
I VM i Holmenkollen 2016 tog hon guld i mixstafetten, distansen och masstarten. Hon tog även silver i sprinten och stafetten och brons i jaktstarten. I och med detta blev hon andra skidskytten på damsidan någonsin efter Tora Berger att ta medalj i alla lopp under ett och samma VM.

## Världscupsegrar
Not: VM-tävlingar ingår också i världscupen

### Individuellt (7)
| Datum            | Plats        | Land      | Disciplin      |
| ---------------- | ------------ | --------- | -------------- |
| 7 mars 2015      | Kontiolax    | Finland   | Sprint (VM)    |
| 8 mars 2015      | Kontiolax    | Finland   | Jaktstart (VM) |
| 18 december 2015 | Pokljuka     | Slovenien | Sprint         |
| 9 mars 2016      | Holmenkollen | Norge     | Distans (VM)   |
| 13 mars 2016     | Holmenkollen | Norge     | Masstart (VM)  |
| 3 december 2016  | Östersund    | Sverige   | Sprint         |
| 7 januari 2017   | Oberhof      | Tyskland  | Jaktstart      |